# Estación de Nuevo Laredo
Nuevo Laredo fue una estación de trenes que se encuentra en Nuevo Laredo, Tamaulipas. Es actualmente un edificio catalogado por el Instituto Nacional de Antropología e Historia (INAH) de Tamaulipas como monumento histórico y patrimonio de Nuevo Laredo.

## Historia
El primer tren pasó por la ciudad norteña el 20 de noviembre de 1881 y pertenecía a la compañía Ferrocarril Nacional Mexicano. Este primer expreso, de paso por Nuevo Laredo, tuvo un largo recorrido, pues tenía paradas en Monterrey, Saltillo, San Luis Potosí, San Miguel de Allende y Querétaro, para culminar su viaje en la Ciudad de México.
El actual Archivo Municipal de Nuevo Laredo fue la sede de la primera estación ferroviaria de la ciudad. El 15 de enero de 1911 se firmó el contrato para edificar la estación. Construida de madera inicialmente y reconstruida en piedra en 1914 después de ser incendiada por Huertistas”, la estación de ferrocarril es hoy uno de los sitios históricos mejor conservados de la ciudad.
La obra de reconstrucción estuvo a cargo de una compañía inglesa contratada por Ferrocarriles Nacionales de México. De estilo victoriano, se edificó con roca sedimentaria de tipo arenisca marina.
En 2002 iniciaron los trabajos de remodelación del local, para que fuera utilizado para fines educativos y culturales, gracias a ello, actualmente es la sede del Archivo Histórico.